# Тит Помпоније Атик
Тит Помпоније Атик (лат. Titus Pomponius Atticus; 109. п. н. е. — 32. п. н. е.), богат, образован Римљанин, први познати римки издавач, пријатељ Цицеронов. Цицерон га је толико ценио да му је своја дела пре објављивања слао на оцену. Веома је добро познавао хеленску књижевност. Дуго је живео у Атини (одатле и надимак Atticus). Написао је преглед римске историје од оснивања Рима од 54. п. н. е. који је временом загубљен. Писма која му је писао Цицерон имају велику документарну вредност.